# Celebrity Millennium (paquebot)
Pour l’article homonyme, voir Millennium.

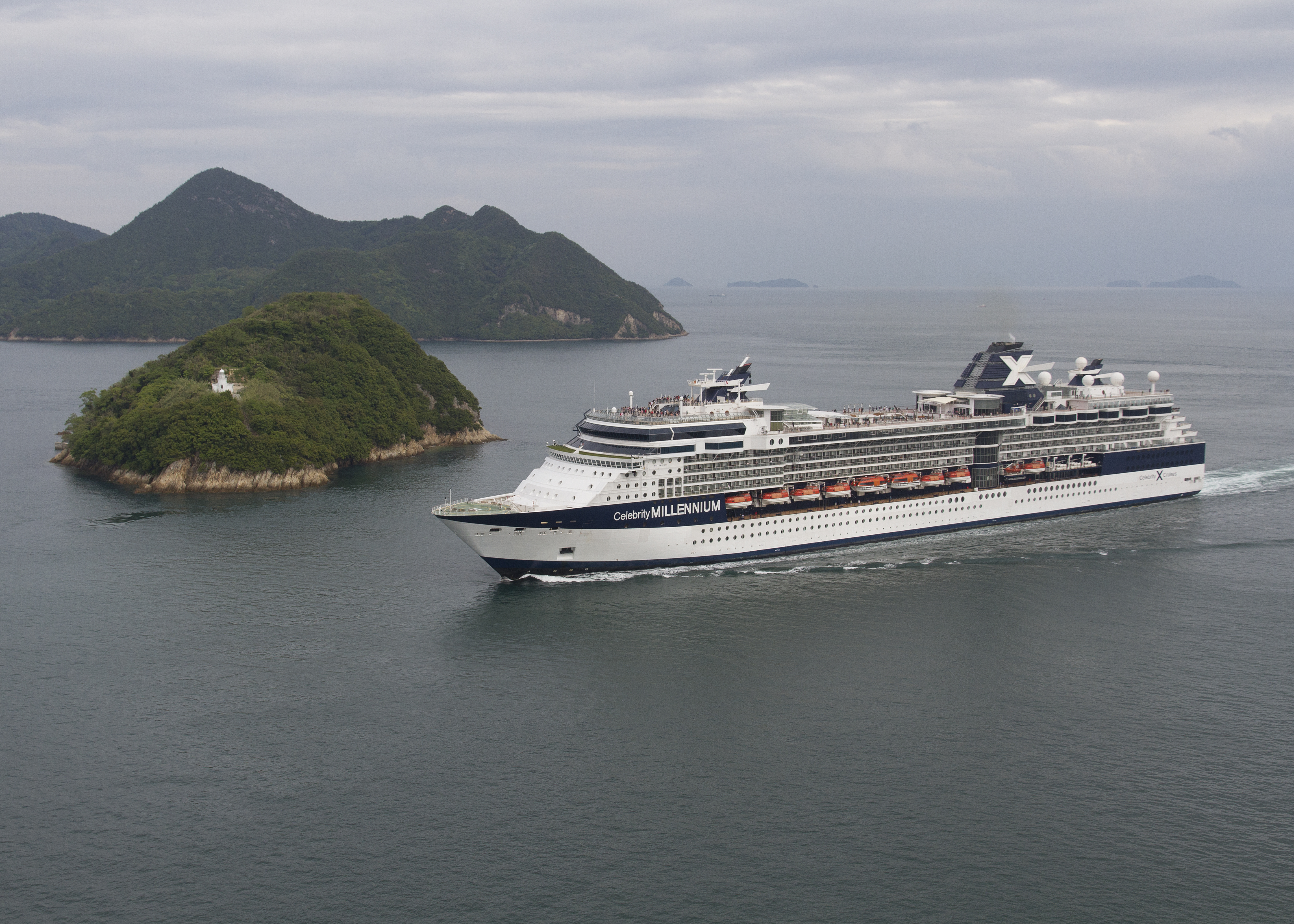
Celebrity Millennium.

Le Celebrity Millennium est un paquebot construit par les Chantiers de l'Atlantique à Saint-Nazaire. Il est le premier d'une série de quatre paquebots identiques. Seuls quelques aménagements intérieurs différent de l'un à l'autre.
Les trois autres sont le Celebrity Infinity, le Celebrity Summit et le Celebrity Constellation.

## Histoire
La construction du Celebrity Millenium débute en 1999. Le paquebot est mise en cale en mars de la même année. Un an plus tard, il effectue ses premiers essais en mer du 31 mars 2000 au 3 avril 2000. Il est livré quelques mois plus tard, le 22 juin 2000. Il est baptisé quatre jours plus tard à Southampton. Il est, à sa livraison, le plus gros navire de croisière construit par les Chantiers de l'Atlantique.
Le Millennium doit surtout sa réputation à l'un de ses restaurants, l'Olympic, qui rend hommage aux transatlantiques du début du XXe siècle en utilisant pour sa décoration des vestiges de l’Olympic, le frère jumeau du Titanic, ainsi que de la vaisselle de la White Star Line.

## Controverse
À la suite de nombreux dysfonctionnement techniques des pods Mermaid des quatre paquebot-jumeaux Millennium, Infinity, Summit et Constellation construits entre 2000 et 2002 aux Chantiers de l’Atlantique (filiale d'Alstom marine), entraînant l'indisponibilité de ces paquebots à la suite des nombreux passages en cale sèche, soit autant de jours de croisière annulés, l'armateur Royal Caribbean (RCCL) attaque Alstom Power Conversion et Rolls Royce,. Ces deux groupes furent associés dans la société Mermaid Pods pour la fabrication des pods équipant les paquebots. En 2003, RCCL leur réclamant 300 millions de dollars d'indemnités, les poursuites judiciaires sont finalement abandonnées en 2006 après accord avec les assureurs.